# Cañada Juncosa
Cañada Juncosa ist eine Gemeinde (Municipio) und ein Dorf mit 217 Einwohnern (Stand: 2024) in der Provinz Cuenca in der Autonomen Region Kastilien-La Mancha. 

## Lage
Cañada Juncosa liegt etwa 59 Kilometer südsüdwestlich von Cuenca in einer Höhe von ca. 805 m. Durch die Gemeinde führt die Autovía A-3. 

## Bevölkerungsentwicklung
| 1970 | 1981 | 1991 | 2001 | 2011 | 2021 |
| ---- | ---- | ---- | ---- | ---- | ---- |
| 571  | 488  | 414  | 331  | 296  | 244  |

## Sehenswürdigkeiten

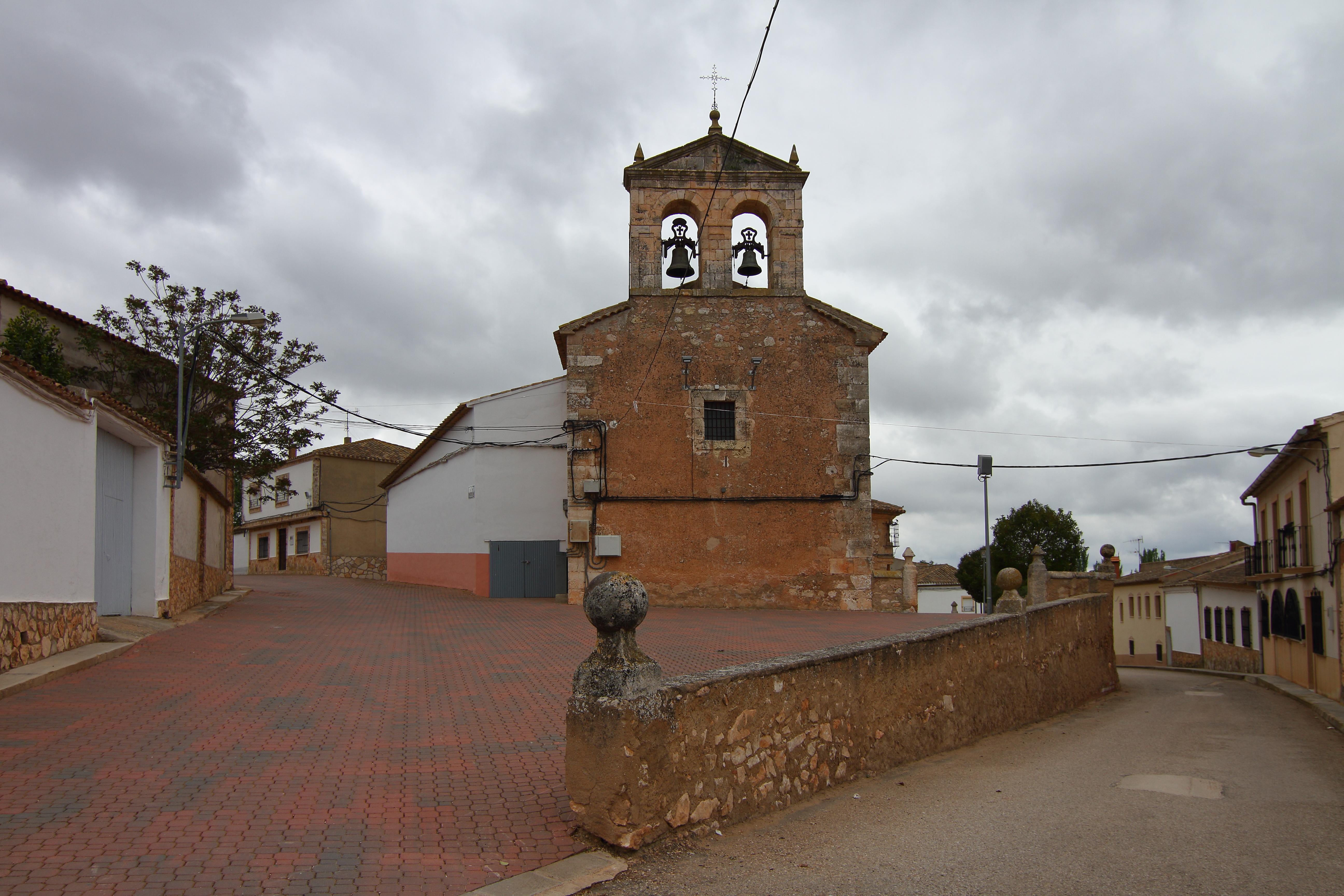
Kirche der Unbefleckten Empfängnis
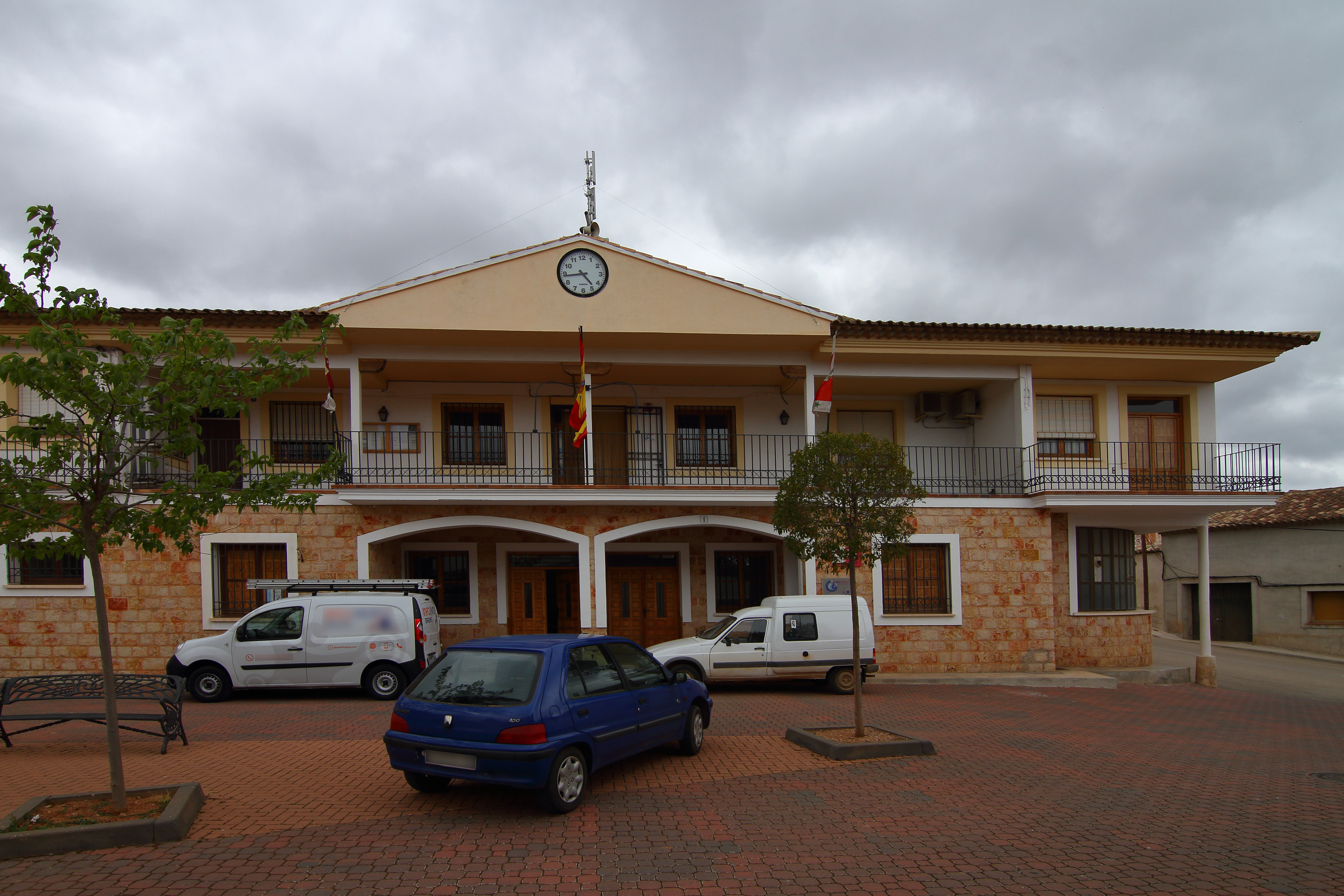
Rathaus

- Kirche der Unbefleckten Empfängnis
- Rathaus